# 日立システムズパワーサービス
株式会社日立システムズパワーサービス（英: Hitachi Systems Power Services, Ltd.）は、東京都港区にある日立グループ・東京電力グループに属するシステムインテグレーターである。東京電力をはじめとして、社会インフラ分野向けにICTサービス提供を行う。

## 沿革
- 2014年（平成26年）3月 - 東京電力株式会社のシステムインテグレーターである株式会社テプコシステムズが分割し、株式会社日立システムズパワーサービスが設立。株式会社日立システムズが株式の51%を保有し筆頭株主となる[2]。

## 事業
- 東京電力株式会社における業務システムの開発・保守・運用を主たる事業とする。東京電力グループ各社にもサービス提供を行っている。
- 日立グループとして、一般市場（特にエネルギー業界）向けのICTサービス提供を拡大している。